# Station Gniezno Wąskotorowe
Station Gniezno Wąskotorowe is een spoorwegstation in de Poolse plaats Gniezno.